# 凯阿玛自治市
凯阿玛自治市（Municipality of Kiama；“Kiama”又译作“凯阿马”)是个位于澳洲新南威尔士州伊拉瓦拉的区域，东临塔斯曼海，北邻殼港市，南靠肖爾黑文，西倚温哲卡利比郡。辖下地方有凯阿玛（Kiama）、格林贡（Gerringong）与詹伯鲁（Jamberoo）等。其中最大市镇名也叫凯阿玛，2019年时，人口大概13000。
该处著名的凯阿玛海岸步道，长约廿二公里，是条海景秀丽的远足径。凯阿玛的凱阿瑪噴水洞，乃全地球同类结构之中最大的，每年吸引九十万访客参观。格力宮的维力海滩兩端均设有礁岩浪點，更有个海邊營地和所青年旅舍。占布鲁则有占布魯水上公園，內设机动玩意，目标顾客为家庭旅客。